# Acalolepta holosericea
Acalolepta holosericea là một loài bọ cánh cứng trong họ Cerambycidae.